# Tour de Noruega 2023
La 12.ª edición del Tour de Noruega (oficialmente: Tour of Norway) se celebró entre el 26 al 29 de mayo de 2023 con inicio en la ciudad de Bergen y final en la ciudad de Stavanger en Noruega. El recorrido constó de un total de 6 etapas sobre una distancia total de 407,6 km.
La prueba hizo parte del UCI ProSeries 2023 dentro de la categoría 2.Pro y fue ganada por el británico Ben Tulett del INEOS Grenadiers. Completaron el podio, como segundo y tercer clasificado respectivamente, el estadounidense Magnus Sheffield del INEOS Grenadiers y el belga Thibau Nys del Trek-Segafredo.

## Equipos participantes
Tomaron parte en la carrera 19 equipos: 8 de categoría UCI WorldTeam, 7 de categoría UCI ProTeam, 3 de categoría Continental y el equipo nacional noruego, formando así un pelotón de 113 ciclistas de los que acabaron 108. Los equipos participantes fueron:
| WorldTeams (8)- Alpecin-Deceuninck - Bora-Hansgrohe - EF Education-EasyPost - Ineos Grenadiers - Intermarché-Circus-Wanty - Jumbo-Visma - Team DSM - Trek-Segafredo ProTeams (7)- Caja Rural-Seguros RGA - Green Project-Bardiani CSF-Faizanè - Human Powered Health - Q36.5 Pro Cycling Team - Team Flanders-Baloise - Tudor Pro Cycling Team - Uno-X Pro Cycling Team Equipos continentales (3)- Leopard TOGT Pro Cycling - Saint Piran - Team Coop-Repsol Equipo nacional- Noruega |
| |

## Recorrido
El Tour de Noruega dispuso de un prólog y tres etapas para un recorrido total de 407,6 km.
| Etapa     | Fecha     | Recorrido             | type            | Distancia (km) | Desnivel (m) | Ganador            | Líder      |
| --------- | --------- | --------------------- | --------------- | -------------- | ------------ | ------------------ | ---------- |
| Prólogo   | 26 de may | Bergen                | cronoescalada   | 7,4            | 319 m        | Ben Tulett         | Ben Tulett |
| 1.ª etapa | 27 de may | Røldal – Hovden       | etapa escarpada | 85,2           | 1463 m       | Mike Teunissen     | Ben Tulett |
| 2.ª etapa | 28 de may | Valle – Stavanger     | etapa escarpada | 165,7          | 2399 m       | Thibau Nys         | Ben Tulett |
| 3.ª etapa | 29 de may | Stavanger – Stavanger | etapa llana     | 149,3          | 1277 m       | Alexander Kristoff | Ben Tulett |

## Desarrollo de la carrera

### Prólogo
| Bergen - | cronoescalada | (7,4 km) |

| \| Clasificación de la etapa \| Clasificación de la etapa \| Clasificación de la etapa \| Clasificación de la etapa \| Clasificación de la etapa \| \| Ciclista \| Ciclista \| Equipo \| Tiempo \| \| \| ------------------------- \| -------------------------- \| ------------------------- \| ------------------------- \| ------------------------- \| \| 1.º \| Ben Tulett \| Ineos Grenadiers \| 14 min 28 s \| \| \| 2.º \| Magnus Sheffield \| Ineos Grenadiers \| + 1 s \| \| \| 3.º \| Attila Valter \| Jumbo-Visma \| + 20 s \| \| \| 4.º \| Ådne Holter \| Uno-X Pro Cycling Team \| + 27 s \| \| \| 5.º \| Mathias Vacek \| Trek-Segafredo \| + 28 s \| \| \| 6.º \| Thibau Nys \| Trek-Segafredo \| + 30 s \| \| \| 7.º \| Tobias Halland Johannessen \| Uno-X Pro Cycling Team \| + 31 s \| \| \| 8.º \| Rune Herregodts \| Intermarché-Circus-Wanty \| + 31 s \| \| \| 9.º \| Marco Brenner \| Team DSM \| + 32 s \| \| \| 10.º \| Alexander Kamp \| Tudor Pro Cycling Team \| + 32 s \| \| |                            |                          |             |
| |                            |                          |             |
| Fuente: ProCyclingStats |                            |                          |             |
| Clasificación de la etapa |                            |                          |             |
| Ciclista | Ciclista                   | Equipo                   | Tiempo      |
| 1.º | Ben Tulett                 | Ineos Grenadiers         | 14 min 28 s |
| 2.º | Magnus Sheffield           | Ineos Grenadiers         | + 1 s       |
| 3.º | Attila Valter              | Jumbo-Visma              | + 20 s      |
| 4.º | Ådne Holter                | Uno-X Pro Cycling Team   | + 27 s      |
| 5.º | Mathias Vacek              | Trek-Segafredo           | + 28 s      |
| 6.º | Thibau Nys                 | Trek-Segafredo           | + 30 s      |
| 7.º | Tobias Halland Johannessen | Uno-X Pro Cycling Team   | + 31 s      |
| 8.º | Rune Herregodts            | Intermarché-Circus-Wanty | + 31 s      |
| 9.º | Marco Brenner              | Team DSM                 | + 32 s      |
| 10.º | Alexander Kamp             | Tudor Pro Cycling Team   | + 32 s      |

| \| Clasificación general \| Clasificación general \| Clasificación general \| Clasificación general \| Clasificación general \| \| Ciclista \| Ciclista \| Equipo \| Tiempo \| \| \| --------------------- \| -------------------------- \| ------------------------ \| --------------------- \| --------------------- \| \| 1.º \| Ben Tulett \| Ineos Grenadiers \| 14 min 28 s \| \| \| 2.º \| Magnus Sheffield \| Ineos Grenadiers \| + 1 s \| \| \| 3.º \| Attila Valter \| Jumbo-Visma \| + 20 s \| \| \| 4.º \| Ådne Holter \| Uno-X Pro Cycling Team \| + 27 s \| \| \| 5.º \| Mathias Vacek \| Trek-Segafredo \| + 28 s \| \| \| 6.º \| Thibau Nys \| Trek-Segafredo \| + 30 s \| \| \| 7.º \| Tobias Halland Johannessen \| Uno-X Pro Cycling Team \| + 31 s \| \| \| 8.º \| Rune Herregodts \| Intermarché-Circus-Wanty \| + 31 s \| \| \| 9.º \| Marco Brenner \| Team DSM \| + 32 s \| \| \| 10.º \| Alexander Kamp \| Tudor Pro Cycling Team \| + 32 s \| \| |                            |                          |             |
| |                            |                          |             |
| Fuente: ProCyclingStats |                            |                          |             |
| Clasificación general |                            |                          |             |
| Ciclista | Ciclista                   | Equipo                   | Tiempo      |
| 1.º | Ben Tulett                 | Ineos Grenadiers         | 14 min 28 s |
| 2.º | Magnus Sheffield           | Ineos Grenadiers         | + 1 s       |
| 3.º | Attila Valter              | Jumbo-Visma              | + 20 s      |
| 4.º | Ådne Holter                | Uno-X Pro Cycling Team   | + 27 s      |
| 5.º | Mathias Vacek              | Trek-Segafredo           | + 28 s      |
| 6.º | Thibau Nys                 | Trek-Segafredo           | + 30 s      |
| 7.º | Tobias Halland Johannessen | Uno-X Pro Cycling Team   | + 31 s      |
| 8.º | Rune Herregodts            | Intermarché-Circus-Wanty | + 31 s      |
| 9.º | Marco Brenner              | Team DSM                 | + 32 s      |
| 10.º | Alexander Kamp             | Tudor Pro Cycling Team   | + 32 s      |

### 1.ª etapa
| Røldal - Hovden | etapa escarpada | (85,2 km) |

| \| Clasificación de la etapa \| Clasificación de la etapa \| Clasificación de la etapa \| Clasificación de la etapa \| Clasificación de la etapa \| \| Ciclista \| Ciclista \| Equipo \| Tiempo \| \| \| ------------------------- \| -------------------------- \| ------------------------- \| ------------------------- \| ------------------------- \| \| 1.º \| Mike Teunissen \| Intermarché-Circus-Wanty \| 1 h 58 min 30 s \| \| \| 2.º \| Tobias Lund Andresen \| Team DSM \| + 0 s \| \| \| 3.º \| Jordi Meeus \| Bora-Hansgrohe \| + 0 s \| \| \| 4.º \| Thibau Nys \| Trek-Segafredo \| + 0 s \| \| \| 5.º \| Alexander Kamp \| Tudor Pro Cycling Team \| + 0 s \| \| \| 6.º \| Tobias Halland Johannessen \| Uno-X Pro Cycling Team \| + 0 s \| \| \| 7.º \| Robbe Ghys \| Alpecin-Deceuninck \| + 0 s \| \| \| 8.º \| Magnus Sheffield \| Ineos Grenadiers \| + 0 s \| \| \| 9.º \| Mick van Dijke \| Jumbo-Visma \| + 0 s \| \| \| 10.º \| Marijn van den Berg \| EF Education-EasyPost \| + 0 s \| \| |                            |                          |                 |
| |                            |                          |                 |
| Fuente: ProCyclingStats |                            |                          |                 |
| Clasificación de la etapa |                            |                          |                 |
| Ciclista | Ciclista                   | Equipo                   | Tiempo          |
| 1.º | Mike Teunissen             | Intermarché-Circus-Wanty | 1 h 58 min 30 s |
| 2.º | Tobias Lund Andresen       | Team DSM                 | + 0 s           |
| 3.º | Jordi Meeus                | Bora-Hansgrohe           | + 0 s           |
| 4.º | Thibau Nys                 | Trek-Segafredo           | + 0 s           |
| 5.º | Alexander Kamp             | Tudor Pro Cycling Team   | + 0 s           |
| 6.º | Tobias Halland Johannessen | Uno-X Pro Cycling Team   | + 0 s           |
| 7.º | Robbe Ghys                 | Alpecin-Deceuninck       | + 0 s           |
| 8.º | Magnus Sheffield           | Ineos Grenadiers         | + 0 s           |
| 9.º | Mick van Dijke             | Jumbo-Visma              | + 0 s           |
| 10.º | Marijn van den Berg        | EF Education-EasyPost    | + 0 s           |

| \| Clasificación general \| Clasificación general \| Clasificación general \| Clasificación general \| Clasificación general \| \| Ciclista \| Ciclista \| Equipo \| Tiempo \| \| \| --------------------- \| -------------------------- \| ------------------------ \| --------------------- \| --------------------- \| \| 1.º \| Ben Tulett \| Ineos Grenadiers \| 2 h 12 min 58 s \| \| \| 2.º \| Magnus Sheffield \| Ineos Grenadiers \| + 1 s \| \| \| 3.º \| Attila Valter \| Jumbo-Visma \| + 20 s \| \| \| 4.º \| Ådne Holter \| Uno-X Pro Cycling Team \| + 27 s \| \| \| 5.º \| Mathias Vacek \| Trek-Segafredo \| + 28 s \| \| \| 6.º \| Thibau Nys \| Trek-Segafredo \| + 30 s \| \| \| 7.º \| Tobias Halland Johannessen \| Uno-X Pro Cycling Team \| + 31 s \| \| \| 8.º \| Rune Herregodts \| Intermarché-Circus-Wanty \| + 31 s \| \| \| 9.º \| Marco Brenner \| Team DSM \| + 32 s \| \| \| 10.º \| Alexander Kamp \| Tudor Pro Cycling Team \| + 32 s \| \| |                            |                          |                 |
| |                            |                          |                 |
| Fuente: ProCyclingStats |                            |                          |                 |
| Clasificación general |                            |                          |                 |
| Ciclista | Ciclista                   | Equipo                   | Tiempo          |
| 1.º | Ben Tulett                 | Ineos Grenadiers         | 2 h 12 min 58 s |
| 2.º | Magnus Sheffield           | Ineos Grenadiers         | + 1 s           |
| 3.º | Attila Valter              | Jumbo-Visma              | + 20 s          |
| 4.º | Ådne Holter                | Uno-X Pro Cycling Team   | + 27 s          |
| 5.º | Mathias Vacek              | Trek-Segafredo           | + 28 s          |
| 6.º | Thibau Nys                 | Trek-Segafredo           | + 30 s          |
| 7.º | Tobias Halland Johannessen | Uno-X Pro Cycling Team   | + 31 s          |
| 8.º | Rune Herregodts            | Intermarché-Circus-Wanty | + 31 s          |
| 9.º | Marco Brenner              | Team DSM                 | + 32 s          |
| 10.º | Alexander Kamp             | Tudor Pro Cycling Team   | + 32 s          |

### 2.ª etapa
| Valle - Stavanger | etapa escarpada | (165,7 km) |

| \| Clasificación de la etapa \| Clasificación de la etapa \| Clasificación de la etapa \| Clasificación de la etapa \| Clasificación de la etapa \| \| Ciclista \| Ciclista \| Equipo \| Tiempo \| \| \| ------------------------- \| -------------------------- \| ------------------------- \| ------------------------- \| ------------------------- \| \| 1.º \| Thibau Nys \| Trek-Segafredo \| 4 h 18 min 33 s \| \| \| 2.º \| Edward Planckaert \| Alpecin-Deceuninck \| + 1 s \| \| \| 3.º \| Ben Tulett \| Ineos Grenadiers \| + 1 s \| \| \| 4.º \| Mick van Dijke \| Jumbo-Visma \| + 1 s \| \| \| 5.º \| Tobias Halland Johannessen \| Uno-X Pro Cycling Team \| + 1 s \| \| \| 6.º \| Maurice Ballerstedt \| Alpecin-Deceuninck \| + 1 s \| \| \| 7.º \| Tobias Lund Andresen \| Team DSM \| + 1 s \| \| \| 8.º \| Magnus Sheffield \| Ineos Grenadiers \| + 1 s \| \| \| 9.º \| Ben Zwiehoff \| Bora-Hansgrohe \| + 1 s \| \| \| 10.º \| Jordi Meeus \| Bora-Hansgrohe \| + 5 s \| \| |                            |                        |                 |
| |                            |                        |                 |
| Fuente: ProCyclingStats |                            |                        |                 |
| Clasificación de la etapa |                            |                        |                 |
| Ciclista | Ciclista                   | Equipo                 | Tiempo          |
| 1.º | Thibau Nys                 | Trek-Segafredo         | 4 h 18 min 33 s |
| 2.º | Edward Planckaert          | Alpecin-Deceuninck     | + 1 s           |
| 3.º | Ben Tulett                 | Ineos Grenadiers       | + 1 s           |
| 4.º | Mick van Dijke             | Jumbo-Visma            | + 1 s           |
| 5.º | Tobias Halland Johannessen | Uno-X Pro Cycling Team | + 1 s           |
| 6.º | Maurice Ballerstedt        | Alpecin-Deceuninck     | + 1 s           |
| 7.º | Tobias Lund Andresen       | Team DSM               | + 1 s           |
| 8.º | Magnus Sheffield           | Ineos Grenadiers       | + 1 s           |
| 9.º | Ben Zwiehoff               | Bora-Hansgrohe         | + 1 s           |
| 10.º | Jordi Meeus                | Bora-Hansgrohe         | + 5 s           |

| \| Clasificación general \| Clasificación general \| Clasificación general \| Clasificación general \| Clasificación general \| \| Ciclista \| Ciclista \| Equipo \| Tiempo \| \| \| --------------------- \| -------------------------- \| ------------------------ \| --------------------- \| --------------------- \| \| 1.º \| Ben Tulett \| Ineos Grenadiers \| 6 h 31 min 28 s \| \| \| 2.º \| Magnus Sheffield \| Ineos Grenadiers \| + 5 s \| \| \| 3.º \| Thibau Nys \| Trek-Segafredo \| + 23 s \| \| \| 4.º \| Ådne Holter \| Uno-X Pro Cycling Team \| + 35 s \| \| \| 5.º \| Tobias Halland Johannessen \| Uno-X Pro Cycling Team \| + 35 s \| \| \| 6.º \| Mathias Vacek \| Trek-Segafredo \| + 36 s \| \| \| 7.º \| Ben Zwiehoff \| Bora-Hansgrohe \| + 37 s \| \| \| 8.º \| Rune Herregodts \| Intermarché-Circus-Wanty \| + 39 s \| \| \| 9.º \| Alexander Kamp \| Tudor Pro Cycling Team \| + 40 s \| \| \| 10.º \| Marco Brenner \| Team DSM \| + 40 s \| \| |                            |                          |                 |
| |                            |                          |                 |
| Fuente: ProCyclingStats |                            |                          |                 |
| Clasificación general |                            |                          |                 |
| Ciclista | Ciclista                   | Equipo                   | Tiempo          |
| 1.º | Ben Tulett                 | Ineos Grenadiers         | 6 h 31 min 28 s |
| 2.º | Magnus Sheffield           | Ineos Grenadiers         | + 5 s           |
| 3.º | Thibau Nys                 | Trek-Segafredo           | + 23 s          |
| 4.º | Ådne Holter                | Uno-X Pro Cycling Team   | + 35 s          |
| 5.º | Tobias Halland Johannessen | Uno-X Pro Cycling Team   | + 35 s          |
| 6.º | Mathias Vacek              | Trek-Segafredo           | + 36 s          |
| 7.º | Ben Zwiehoff               | Bora-Hansgrohe           | + 37 s          |
| 8.º | Rune Herregodts            | Intermarché-Circus-Wanty | + 39 s          |
| 9.º | Alexander Kamp             | Tudor Pro Cycling Team   | + 40 s          |
| 10.º | Marco Brenner              | Team DSM                 | + 40 s          |

### 3.ª etapa
| Stavanger - Stavanger | etapa llana | (149,3 km) |

| \| Clasificación de la etapa \| Clasificación de la etapa \| Clasificación de la etapa \| Clasificación de la etapa \| Clasificación de la etapa \| \| Ciclista \| Ciclista \| Equipo \| Tiempo \| \| \| ------------------------- \| ------------------------- \| ------------------------- \| ------------------------- \| ------------------------- \| \| 1.º \| Alexander Kristoff \| Uno-X Pro Cycling Team \| 3 h 19 min 17 s \| \| \| 2.º \| Tobias Lund Andresen \| Team DSM \| + 0 s \| \| \| 3.º \| Jordi Meeus \| Bora-Hansgrohe \| + 0 s \| \| \| 4.º \| Madis Mihkels \| Intermarché-Circus-Wanty \| + 0 s \| \| \| 5.º \| Marijn van den Berg \| EF Education-EasyPost \| + 0 s \| \| \| 6.º \| Tim Van Dijke \| Jumbo-Visma \| + 0 s \| \| \| 7.º \| Edward Planckaert \| Alpecin-Deceuninck \| + 0 s \| \| \| 8.º \| Rasmus Tiller \| Uno-X Pro Cycling Team \| + 0 s \| \| \| 9.º \| Thibau Nys \| Trek-Segafredo \| + 0 s \| \| \| 10.º \| Vito Braet \| Team Flanders-Baloise \| + 0 s \| \| |                      |                          |                 |
| |                      |                          |                 |
| Fuente: ProCyclingStats |                      |                          |                 |
| Clasificación de la etapa |                      |                          |                 |
| Ciclista | Ciclista             | Equipo                   | Tiempo          |
| 1.º | Alexander Kristoff   | Uno-X Pro Cycling Team   | 3 h 19 min 17 s |
| 2.º | Tobias Lund Andresen | Team DSM                 | + 0 s           |
| 3.º | Jordi Meeus          | Bora-Hansgrohe           | + 0 s           |
| 4.º | Madis Mihkels        | Intermarché-Circus-Wanty | + 0 s           |
| 5.º | Marijn van den Berg  | EF Education-EasyPost    | + 0 s           |
| 6.º | Tim Van Dijke        | Jumbo-Visma              | + 0 s           |
| 7.º | Edward Planckaert    | Alpecin-Deceuninck       | + 0 s           |
| 8.º | Rasmus Tiller        | Uno-X Pro Cycling Team   | + 0 s           |
| 9.º | Thibau Nys           | Trek-Segafredo           | + 0 s           |
| 10.º | Vito Braet           | Team Flanders-Baloise    | + 0 s           |

## Clasificaciones finales
- Las clasificaciones finalizaron de la siguiente forma:[1]

### Clasificación general
| \| Clasificación general \| Clasificación general \| Clasificación general \| Clasificación general \| Clasificación general \| \| Ciclista \| Ciclista \| Equipo \| Tiempo \| \| \| --------------------- \| -------------------------- \| ------------------------ \| --------------------- \| --------------------- \| \| 1.º \| Ben Tulett \| Ineos Grenadiers \| 9 h 50 min 45 s \| \| \| 2.º \| Magnus Sheffield \| Ineos Grenadiers \| + 5 s \| \| \| 3.º \| Thibau Nys \| Trek-Segafredo \| + 23 s \| \| \| 4.º \| Attila Valter \| Jumbo-Visma \| + 24 s \| \| \| 5.º \| Alexander Kamp \| Tudor Pro Cycling Team \| + 30 s \| \| \| 6.º \| Rune Herregodts \| Intermarché-Circus-Wanty \| + 31 s \| \| \| 7.º \| Ådne Holter \| Uno-X Pro Cycling Team \| + 31 s \| \| \| 8.º \| Mathias Vacek \| Trek-Segafredo \| + 32 s \| \| \| 9.º \| Tobias Halland Johannessen \| Uno-X Pro Cycling Team \| + 33 s \| \| \| 10.º \| Marco Brenner \| Team DSM \| + 36 s \| \| |                            |                          |                 |
| |                            |                          |                 |
| Fuente: ProCyclingStats |                            |                          |                 |
| Clasificación general |                            |                          |                 |
| Ciclista | Ciclista                   | Equipo                   | Tiempo          |
| 1.º | Ben Tulett                 | Ineos Grenadiers         | 9 h 50 min 45 s |
| 2.º | Magnus Sheffield           | Ineos Grenadiers         | + 5 s           |
| 3.º | Thibau Nys                 | Trek-Segafredo           | + 23 s          |
| 4.º | Attila Valter              | Jumbo-Visma              | + 24 s          |
| 5.º | Alexander Kamp             | Tudor Pro Cycling Team   | + 30 s          |
| 6.º | Rune Herregodts            | Intermarché-Circus-Wanty | + 31 s          |
| 7.º | Ådne Holter                | Uno-X Pro Cycling Team   | + 31 s          |
| 8.º | Mathias Vacek              | Trek-Segafredo           | + 32 s          |
| 9.º | Tobias Halland Johannessen | Uno-X Pro Cycling Team   | + 33 s          |
| 10.º | Marco Brenner              | Team DSM                 | + 36 s          |

### Clasificación por puntos
| Clasificación por puntos | Clasificación por puntos   | Clasificación por puntos | Clasificación por puntos | Clasificación por puntos |
| Ciclista                 | Ciclista                   | Equipo                   | Puntos                   |                          |
| ------------------------ | -------------------------- | ------------------------ | ------------------------ | ------------------------ |
| 1.º                      | Thibau Nys                 | Trek-Segafredo           | 44 pts                   |                          |
| 2.º                      | Tobias Lund Andresen       | Team DSM                 | 37 pts                   |                          |
| 3.º                      | Tobias Halland Johannessen | Uno-X Pro Cycling Team   | 32 pts                   |                          |
| 4.º                      | Jordi Meeus                | Bora-Hansgrohe           | 32 pts                   |                          |
| 5.º                      | Ben Tulett                 | Ineos Grenadiers         | 30 pts                   |                          |
| 6.º                      | Magnus Sheffield           | Ineos Grenadiers         | 30 pts                   |                          |
| 7.º                      | Alexander Kamp             | Tudor Pro Cycling Team   | 26 pts                   |                          |
| 8.º                      | Edward Planckaert          | Alpecin-Deceuninck       | 23 pts                   |                          |
| 9.º                      | Attila Valter              | Jumbo-Visma              | 20 pts                   |                          |
| 10.º                     | Mick van Dijke             | Jumbo-Visma              | 19 pts                   |                          |

### Clasificación de la montaña
| Clasificación de la montaña | Clasificación de la montaña | Clasificación de la montaña        | Clasificación de la montaña | Clasificación de la montaña |
| Ciclista                    | Ciclista                    | Equipo                             | Puntos                      |                             |
| --------------------------- | --------------------------- | ---------------------------------- | --------------------------- | --------------------------- |
| 1.º                         | Joel Nicolau                | Caja Rural-Seguros RGA             | 19 pts                      |                             |
| 2.º                         | Mathias Bregnhøj            | Leopard TOGT Pro Cycling           | 15 pts                      |                             |
| 3.º                         | Torbjørn Røed               | Noruega                            | 13 pts                      |                             |
| 4.º                         | Mathias Vacek               | Trek-Segafredo                     | 9 pts                       |                             |
| 5.º                         | Magnus Sheffield            | Ineos Grenadiers                   | 9 pts                       |                             |
| 6.º                         | Ben Tulett                  | Ineos Grenadiers                   | 8 pts                       |                             |
| 7.º                         | Ådne Holter                 | Uno-X Pro Cycling Team             | 7 pts                       |                             |
| 8.º                         | Manuele Tarozzi             | Green Project-Bardiani CSF-Faizanè | 7 pts                       |                             |
| 9.º                         | Dries De Pooter             | Intermarché-Circus-Wanty           | 7 pts                       |                             |
| 10.º                        | Lorenzo Milesi              | Team DSM                           | 6 pts                       |                             |

### Clasificación de los jóvenes
| Clasificación del mejor joven | Clasificación del mejor joven | Clasificación del mejor joven | Clasificación del mejor joven | Clasificación del mejor joven |
| Ciclista                      | Ciclista                      | Equipo                        | Tiempo                        |                               |
| ----------------------------- | ----------------------------- | ----------------------------- | ----------------------------- | ----------------------------- |
| 1.º                           | Ben Tulett                    | Ineos Grenadiers              | 9 h 50 min 45 s               |                               |
| 2.º                           | Magnus Sheffield              | Ineos Grenadiers              | + 5 s                         |                               |
| 3.º                           | Thibau Nys                    | Trek-Segafredo                | + 23 s                        |                               |
| 4.º                           | Mathias Vacek                 | Trek-Segafredo                | + 32 s                        |                               |
| 5.º                           | Marco Brenner                 | Team DSM                      | + 36 s                        |                               |
| 6.º                           | Lorenzo Milesi                | Team DSM                      | + 49 s                        |                               |
| 7.º                           | Axel Laurance                 | Alpecin-Deceuninck            | + 1 min 06 s                  |                               |
| 8.º                           | Johannes Staune-Mittet        | Jumbo-Visma                   | + 1 min 15 s                  |                               |
| 9.º                           | Tobias Lund Andresen          | Team DSM                      | + 1 min 31 s                  |                               |
| 10.º                          | Madis Mihkels                 | Intermarché-Circus-Wanty      | + 1 min 39 s                  |                               |

### Clasificación por equipos
| Clasificación por equipos | Clasificación por equipos | Clasificación por equipos | Clasificación por equipos |
| Equipo                    | Equipo                    | Tiempo                    |                           |
| ------------------------- | ------------------------- | ------------------------- | ------------------------- |
| 1.º                       | EF Education-EasyPost     | 29 h 34 min 30 s          |                           |
| 2.º                       | Uno-X Pro Cycling Team    | + 4 s                     |                           |
| 3.º                       | Ineos Grenadiers          | + 8 s                     |                           |
| 4.º                       | Team DSM                  | + 12 s                    |                           |
| 5.º                       | Jumbo-Visma               | + 20 s                    |                           |
| 6.º                       | Trek-Segafredo            | + 1 min 01 s              |                           |
| 7.º                       | Bora-Hansgrohe            | + 1 min 07 s              |                           |
| 8.º                       | Intermarché-Circus-Wanty  | + 1 min 14 s              |                           |
| 9.º                       | Alpecin-Deceuninck        | + 1 min 33 s              |                           |
| 10.º                      | Tudor Pro Cycling Team    | + 1 min 54 s              |                           |

## Evolución de las clasificaciones
| Etapa                   |                         | Ganador _          | Clasificación general | Puntos           | Montaña          | Jóvenes    | Equipo                |
| ----------------------- | ----------------------- | ------------------ | --------------------- | ---------------- | ---------------- | ---------- | --------------------- |
| Prólogo                 | cronoescalada           | Ben Tulett         | Ben Tulett            | Ben Tulett       | Ben Tulett       | Ben Tulett | Ineos Grenadiers      |
| 1.ª etapa               | etapa escarpada         | Mike Teunissen     | Ben Tulett            | Magnus Sheffield | Magnus Sheffield | Ben Tulett | Ineos Grenadiers      |
| 2.ª etapa               | etapa escarpada         | Thibau Nys         | Ben Tulett            | Thibau Nys       | Joel Nicolau     | Ben Tulett | Ineos Grenadiers      |
| 3.ª etapa               | etapa llana             | Alexander Kristoff | Ben Tulett            | Thibau Nys       | Joel Nicolau     | Ben Tulett | EF Education-EasyPost |
| Clasificaciones finales | Clasificaciones finales |                    | Ben Tulett            | Thibau Nys       | Joel Nicolau     | Ben Tulett | EF Education-EasyPost |

## UCI World Ranking
El Tour de Noruega otorgó puntos para el UCI World Ranking para corredores de los equipos en las categorías UCI WorldTeam, UCI ProTeam y Continental. Las siguientes tablas son el baremo de puntuación y los diez corredores que obtuvieron más puntos:
| Posición              | 1.º | 2.º | 3.º | 4.º | 5.º | 6.º | 7.º | 8.º | 9.º | 10.º | 11.º | 12.º | 13.º | 14.º | 15.º | 16.º-30.º | 31.º-40.º |
| Clasificación general | 200 | 150 | 125 | 100 | 85  | 70  | 60  | 50  | 40  | 35   | 30   | 25   | 20   | 15   | 10   | 5         | 3         |
| Por etapa             | 20  | 15  | 10  | 5   | 3   |     |     |     |     |      |      |      |      |      |      |           |           |
| Líder                 | 5   |     |     |     |     |     |     |     |     |      |      |      |      |      |      |           |           |

| Clasificación |                            |                          |         |       |       |       |
| Posición      | Ciclista                   | Equipo                   | General | Etapa | Líder | Total |
| ------------- | -------------------------- | ------------------------ | ------- | ----- | ----- | ----- |
| 1.º           | Ben Tulett                 | INEOS Grenadiers         | 200     | 30    | 15    | 245   |
| 2.º           | Magnus Sheffield           | INEOS Grenadiers         | 150     | 15    | -     | 165   |
| 3.º           | Thibau Nys                 | Trek-Segafredo           | 125     | 25    | -     | 150   |
| 4.º           | Attila Valter              | Jumbo-Visma              | 100     | 10    | -     | 110   |
| 5.º           | Alexander Kamp             | Tudor                    | 85      | 3     | -     | 88    |
| 6.º           | Rune Herregodts            | Intermarché-Circus-Wanty | 70      | -     | -     | 70    |
| 7.º           | Ådne Holter                | Uno-X                    | 60      | 5     | -     | 65    |
| 8.º           | Mathias Vacek              | Trek-Segafredo           | 50      | 3     | -     | 53    |
| 9.º           | Tobias Halland Johannessen | Uno-X                    | 40      | 3     | -     | 43    |
| 10.º          | Marco Brenner              | DSM                      | 35      | -     | -     | 35    |